# Гайя Нуньо, Бенито
Бенито Гайя Нуньо (9 февраля 1908, Тарделькуэнде — 26 февраля 1953, Сория) — испанский лингвист, известен ранними исследованиями по дешифровке письменностей (критские иероглифы, письменность долины Инда).

## Биография
Сын медика Хуана Антонио Гайя Товара. Учился в Сарагосском и Мадридском университетах. Профессор греческого языка в Институте Бильбао (1943—1944), затем в Сории.
В 1948 году защитил докторскую диссертацию «Критское письмо и изучение языка» (позже опубликованную под названием «Minoiká», премия Луиса Вивеса Высшего совета по научным исследованиям (CSIC) в 1949 году) в Мадридском университете.
В январе и феврале 1949 года он преподавал курс по культуре долины Инда (тогда её именовали цивилизацией Мохенджо-Даро) в Институте гуманитарных наук в Мадриде.
В 1951 году был вице-президентом фонда Сорианского центра исследований.
Хотя подход Гайя Нуньо к расшифровке произведений минойской цивилизации был отвергнут, он внёс важный вклад в изучение этой проблемы, предложив подробную модель развития письменности, от иероглифов через линейное А до линейного Б (впоследствии дешифрованного Майклом Вентрисом). Гайя Нуньо также исследовал письменность долины Инда.
Его брат, Хуан Антонио Гайя Нуньо, был республиканским интеллектуалом.

## Работы
- Minoiká. Contribución al desciframiento de la escritura de Creta y a la determinación de su lengua, Emerita 16, 1948, 92-122
- De escritura cretense, ibid., 281—286
- Tres momentos de la expansión de las lenguas indoeuropeas por el Asia Anterior, Humanitas (Coimbra) 2, 1948—1949, 118—130
- Mitanni en Creta, Emerita 17, 1949, 212—246
- Del Egeo y Oriente proximo I—II, Emerita 17, 1949, 265—276 e 19, 1951, 244—259
- Estudios de escritura y lengua cretenses. Minoiká. Introducción a la epigrafía cretense, Madrid 1952
- Cronología del Egeo, Archivo Español de Arqueología 1952, 233—259